# تدريب سريري
التدريب السريري (بالإنجليزية: Clinical clerkship)‏ يشتمل على فترة التعليم الطبي يمارس فيه طلاب الطب – طلاب الطب وطلاب التمريض وطلاب طب الأسنان أو غيرهم – الطب تحت إشراف ممارس صحي.

## التدريب الإكلينيكي الطبي
بالنسبة لطلاب الطب، يتم التدريب الإكلينيكي بعد انتهاء منهج العلوم الأساسية، ويتم الإشراف عليهم من خلال المتخصصين الطبيين في مستشفى تعليمي أو كلية طبية. وبشكل نموذجي، يكون من الضروري توفير تدريب إكلينيكي معين للحصول على درجة الدكتوراه في الطب أو درجة طبيب الطب التقويمي في الولايات المتحدة (على سبيل المثال، الطب الباطني والجراحة وطب الأطفال)، في حين يكون اختياريًا مع غير ذلك (مثل طب الجلد وعلم الأمراض وطب الجهاز العصبي).
والهدف من التدريب الإكلينيكي السريري هو تعليم طلاب الطب أساسيات الفحص السريري والتقييم وتوفير الرعاية وتمكين الطلاب من اختيار مسار الدراسة التالي. وأثناء التدريب الإكلينيكي السريري، يتفاعل طالب الطب مع المرضى الحقيقيين تمامًا كما يحدث مع الطبيب العادي، إلا أن تقييماتهم وتوصياتهم تتم مراجعتها من خلال أطباء أكثر خبرة.